# Mačka ribolovac
Mačka ribolovac (lat. Prionailurus viverrinus) je vrsta životinje iz porodice mačaka čije se stanište proteže kroz Indokinu, Indiju, Pakistan, Šri Lanku, Sumatru i Javu. Na Šri Lanki, ova vrsta je poznata kao „handun divija“ ili „kola divija“.

## Opis
Njeno krzno je maslinasto-sive boje sa crnim tačkama grubo raspoređenim u uzdužne pruge. Nos ove vrste je karakteristično spljošten. Veličina je različita, zavisno od staništa: u Indiji, dužina je oko 80 cm, a težina oko 11,7 kg; u Indoneziji, dužina je oko 65 cm, a težina oko 6 kg. Zdepaste su građe sa srednje-kratkim nogama i kratkim mišićavim repom koji je dužine jedne do dve polovine dužine ostatka tela.
Kao i drugim sisarima koji žive u polu-vodenim sredinama, posebno građene šape joj omogućavaju bolje kretanje u blatnjavom okruženju i vodi.

## Stanište
Kao i njen najbliži srodnik, bengalska mačka, mačka ribolovac živi pored reka, malih potoka i močvara sa mangrovom, a pošto često i vešto pliva, prilagođena je ovom okruženju.

## Ishrana
Glavna hrana ove mačke je riba, od koje lovi oko 10 različitih vrsta. Takođe, lovi i druge vodene životinje, kao što su žabe ili rečni rakovi, ali i kopnene životinje, poput glodara i ptica. 